# Hiraea
Hiraea es un género con unas cuarenta y cinco especies de plantas con flores  perteneciente a la familia Malpighiaceae. Es originario de Sudamérica. El género fue descrito por Nikolaus Joseph von Jacquin  y publicado en Enumeratio Systematica Plantarum, quas in insulis Caribaeis 4, 21, en el año 1760.   La especie tipo es Hiraea reclinata Jacq.

## Descripción
Son enredaderas leñosas,  a veces arbustivas ; con estípulas adaxialmente sobre el pecíolo; las hojas en general opuestas, a veces ternadas. Las inflorescencias son  axilares , generalmente en forma de umbelas. Los pétalos de color amarillo o amarillo anaranjado o rojo. El fruto en forma de samara.

## Distribución y hábitat
Se encuentran en diversos hábitats, pero evitando los tipos de vegetación muy seca, desde el oeste de México hasta Paraguay y Argentina y el sureste de Brasil, está ausente de las Indias Occidentales, con excepción de las Antillas Menores ( Granada, Santa Lucía).

## Etimología
El género fue nombrado en honor de Jean-Nicolas de la Hire (1685-1727) , botánico y médico francés.

## Especies seleccionadas
- Hiraea faginea (Sw.) Nied. - nananchi o nanchi de México[3]
- Hiraea reclinata Jacq. - jiquí de costa[3]